# 野津左馬之助
野津 左馬之助（のつ さまのすけ、1867年3月4日（慶応3年1月28日） - 1943年2月17日）は、明治 - 昭和期の日本の郷土史家。『島根県史』編纂委員。「前方後方墳」の命名者。号は「天籟」。幼名は馬之助。

## 来歴
島根県島根郡東持田村(現・松江市東持田町)に生まれる。11歳時に左馬之助に改名した。
1888年（明治21年）、島根県尋常師範学校を卒業後、美濃郡で尋常小学校の訓導となった。以後、島根県尋常中学校（現・島根県立松江北高等学校、1897年着任）、長野県立長野中学校（現・長野県長野高等学校、1899年着任）、島根県第三中学校（在職中に島根県杵築中学校に改称、現・島根県立大社高等学校、1904年着任）で勤務し、1910年（明治43年）に教職を退いた。遠く離れた長野県への赴任は、「（島根より）東京に近く、勉学に好都合」という理由だったと晩年家族に話したという。
1911年（明治44年）から1930年（昭和5年）までの約20年間、『島根縣史』編纂委員として史料の収集を行い、『島根縣史』全9巻を編纂した。このときの同僚だった上野富太郎は、師範学校の同窓生だった。『島根縣史』第4巻は県内の古墳の解説のみで1巻を構成し、その中で松江市の山代二子塚の形式を「前方後方墳」と記載したことは、考古学上の先駆的事例となった。
その他、『飯石郡誌』『鹿足郡誌』『大原郡誌』などの自治体史編纂事業にも携わっている。
1930年に県史編纂事業を退くと県の史蹟名勝天然記念物調査会委員に任命されたことが、松江市持田町にある墓碑に刻まれている。

## 著書
- 島根県内務部島根縣史編纂掛編『島根縣史』（全9巻）島根県、1921年 - 1930年